# Arnaldo Niskier
Arnaldo Niskier ComMM (Rio de Janeiro, 30 de abril de 1935) é um professor, escritor, filósofo, historiador e pedagogo israelense-brasileiro. Foi presidente da Academia Brasileira de Letras (1998-99) e secretário estadual de Ciência e Tecnologia (1968-1971) e de Educação e Cultura (1979-1983) do Rio de Janeiro.

## Biografia
Filho de Mordko Majer Niskier e Fany Niskier, judeus que imigraram para o Brasil.
Formado em pedagogia na década de 1960, com doutorado nesta área. Exerceu o magistério superior de história e filosofia da educação da Universidade Estadual do Rio de Janeiro (UERJ), aposentando-se em 1995. Teve ainda diversos outros cursos, participando de diversas associações e entidades pedagógicas, literárias e culturais.
Arnaldo Niskier é acadêmico correspondente da Academia das Ciências de Lisboa. Foi presidente do Conselho de Administração do Centro de Integração Empresa-Escola do Rio de Janeiro – CIEE Rio. Foi apresentador do programa Frente a Frente na Rede Vida de Televisão. Residiu na Rua Haddock Lobo na Tijuca.

## Obras
Como escritor, suas obras versam sobre temas os mais variados, mas é na Educação e Literatura infantil que se destacam.

### Geral
| - Questões vestibulares - Problemática da educação brasileira - Formas dinâmicas da Universidade - Formas dinâmicas da administração - Por uma política de Ciência e Tecnologia - Administração escolar - Brasil Ano 2000 - Ciência e Tecnologia para o desenvolvimento - O Impacto da Tecnologia - A Nova Escola: reforma de ensino de 1.o e 2.o graus - O uso de tecnologias educacionais na formação e aperfeiçoamento do magistério - Educação, para quê? - O homem é a meta - Vovó viu a uva: simplicidade é o primeiro passo para melhorar o ensino - Educação é a solução | - Conceitos sobre Educação e Cultura - Educação e cultura na Imprensa - Educação para o trabalho - Educação e cultura: da teoria à prática - A nova educação: entre o coração e a máquina - Administração da escola: uma gerência inovadora - Educação para o Futuro - Ensino à distância: uma opção - Por uma política nacional de educação aberta e à distância - A escola acabou? - A informática na educação - A hora do superdotado - Educação brasileira: 500 Anos de história (1500-2000) - Dicionário de Educação - Qualidade do ensino | - S.O.S. Educação: sugestões para a virada do século - Questões práticas de Língua Portuguesa - Filosofia da educação: uma visão crítica - Sabedoria Judaica - A tragédia do ensino público, Educação e Outras Crônicas - Lei de Diretrizes e Bases da Educação Nacional: uma visão crítica - Qualidade do Ensino: a grande meta - Rumos da Educação Brasileira - Na ponta da língua: 600 questões práticas de Língua Portuguesa - A árvore da educação - Maria da Paz - Frente a Frente - Amor à vida", "Shach; as lições de um sábio - A educação da mudança |

### Literatura infanto e juvenil
| - A constituinte da Nova Floresta - O saruê astronauta - A misteriosa volta dos dinossauros - O boto e o raio de sol - O dia em que o mico-leão chorou - Deu pé a bronca do jacaré - O mamute que veio do frio - A vingança do gato siamês - A coragem da tartaruga careta - Sinto saudade", "A vaca foi pro brejo - Aventuras do curupira - Uma aventura no pantanal | - Escola dos bichos - A forra do boi - Maria Farinha - O tesouro da Icamiaba - O sonho do pombo-correio - A república das saúvas - Chapada: um mistério do outro mundo - A culpa do gato - Quem nasceu primeiro? - Ióssele e a pedra mágica - O jacaré, o papo e o truque - O gavião ferido | - O boto e a bota - Ianomâmis: um destino trágico - A arara e o céu azul - Quem ganha da ariranha - Liberdade para as araras azuis - Quando as aves se amam - Uma incrível viagem a Marte - A revolta dos vaga-lumes - O grito do Guarapiranga - Educação para o trânsito - O drama das baleias cinzentas - Bafafá no reino dourado - Sonho maluco |

## Academia Brasileira de Letras
Eleito em 22 de março de 1984 para a Academia, ocupando a cadeira 18, que tem por patrono João Francisco Lisboa, da qual é o sétimo ocupante. Foi recebido por Rachel de Queiroz.

## Homenagens
Em 2003, Niskier foi condecorado pelo presidente Luiz Inácio Lula da Silva com a Ordem do Mérito Militar no grau de Comendador especial.
Recebeu o título Honoris Causa da Universidade da Amazônia em 2017.